# Orlando Anderson
Orlando Tive Anderson, detto Baby Lane o Baby Gangsta Lane (Los Angeles, 13 agosto 1974 – Compton, 29 maggio 1998), è stato un criminale statunitense affiliato alla gang losangelina dei Crips. Venne ipotizzato che potesse essere stato l'esecutore materiale dell'omicidio del rapper Tupac Shakur.

## Biografia
Cresciuto nella parte sud di Compton (il "southside"), Anderson crebbe in un nucleo familiare del quale faceva parte anche Duane "Keefe D" Davis, fratello di sua madre nonché membro di spicco della gang dei "Southside Crips". Lo stesso Orlando, nonostante una dignitosa carriera scolastica, iniziò a frequentare l'ambiente della gang in giovanissima età, tanto da meritare un soprannome all'interno della stessa, "Baby Gangsta Lane". La gang dei Crips era notoriamente rivale di quella dei Bloods; in particolare a Compton, che ha dato i natali a numerosi rapper e protagonisti dell'industria discografica (come gli N.W.A., Eazy-E e Dr. Dre, Kendrick Lamar, The Game, MC Eiht, Dj Quik) e, negli anni dell'adolescenza di Anderson due gruppi dominavano il territorio: da una parte i Southside Crips e dall'altra i Mob Pirus, la gang con cui era affiliato il potente impresario musicale Suge Knight, creatore della Death Row Records assieme a Dr. Dre, e personaggio rilevante all'interno dei Pirus. Stante questa rivalità "naturale", in quegli anni fra i due gruppi la tensione era notevole.
Omicidio di Tupac Shakur
Nell'estate del 1996 in un negozio di un centro commerciale, Anderson assieme ad altri Crips, individuò alcuni Mob Bloods vicini a Suge Knight e alla Death Row, fra cui Trevon "Trey" Lane. Anderson colpì alla nuca Travon Lane e gli sfilò una preziosa catena di oro e diamanti con il logo della Death Row Records, che soltanto gli artisti e alcuni membri di grande rilievo dell'entourage di Knight possedevano.
Tempo dopo, la notte del 6 settembre, a Las Vegas, l'entourage della Death Row Records, presente in grande numero nel Nevada per l'incontro di Mike Tyson, amico personale di Knight e di Tupac Shakur, stella della Death Row, attraversava la casa da gioco Mgm subito dopo il match. In quei momenti Travon Lane, che procedeva a fianco a Shakur, individuava Orlando Anderson poco lontano e lo faceva notare al rapper. Tupac si scagliò addosso ad Anderson sferrandogli un pugno in faccia, anche gli altri membri della Death Row si aggiunsero all'aggressione e Anderson fu malmenato violentemente dal gruppo. Le telecamere di sorveglianza dell'hotel ripresero tutta la scena. Tre ore dopo Shakur venne ucciso colpito da diversi proiettili, sparati da una Cadillac bianca.
Le testimonianze dirette e le fonti rintracciabili dalle forze dell'ordine e dai giornalisti concordano nella composizione del gruppo di passeggeri della Cadillac: si trattava di quattro uomini di colore. In un libro che poi è servito come spunto per il documentario omonimo Murder Rap, Greg Kading, detective dell'LAPD a cui negli anni duemila fu riassegnato il caso dell'omicidio di The Notorious B.I.G., raccoglie una intervista di Duane "Keffe D" Davis, che identifica i 4 occupanti della Cadillac bianca, sostenendo in particolare che lui e il nipote Anderson fossero presenti e che lo stesso Orlando avrebbe sparato e ucciso Tupac Shakur. Diversi testimoni raccontarono che Anderson si sarebbe perfino vantato di aver sparato al rapper, e che addirittura fosse solito percorrere le strade di Compton con la musica del rapper ucciso a volume elevato nella sua auto.
La morte
Il Las Vegas Metropolitan Police Department inserì Anderson nell'elenco dei sospettati. Afeni Shakur, madre di Tupac Shakur, accusò Anderson dell'omicidio. Il caso sarebbe finito in tribunale a settembre 1998, ma l'avvenuto decesso dell'unico imputato impedì che ciò avvenisse. Infatti Anderson venne ucciso il 29 maggio 1998, dopo uno scontro a fuoco con Michael Stone e il nipote Jerry Stone, in un autolavaggio di Compton. I tre furono protagonisti di una feroce sparatoria, e morirono poco dopo al King-Drew Medical Center di Los Angeles. Michael Reed Dorrough, l'unico sopravvissuto, fu in seguito arrestato e accusato dell'omicidio.